# Benoît Genecand

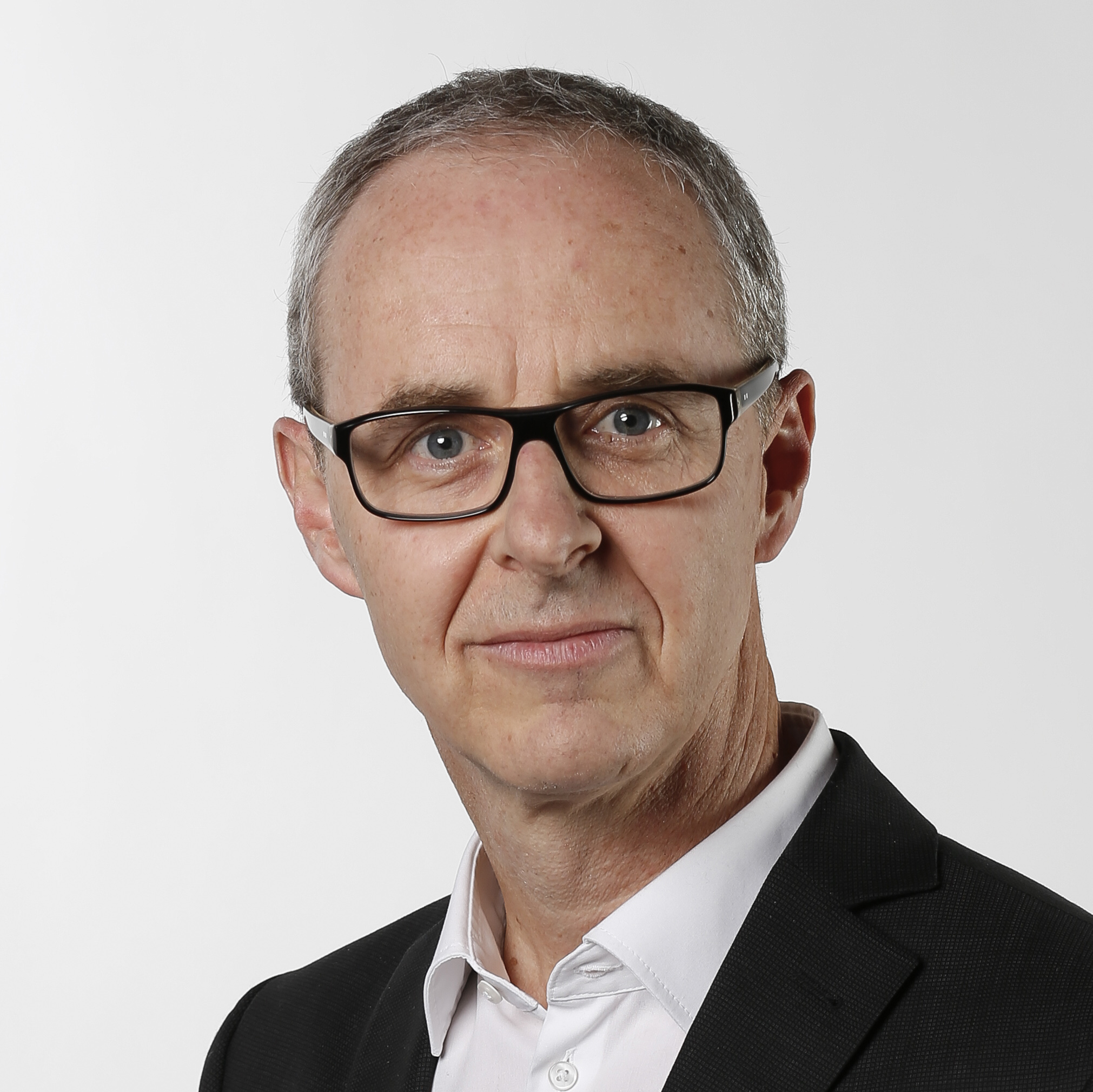
Benoît Genecand (2015)

Benoît Genecand (* 28. Januar 1964 in Genf; † 11. August 2021 ebenda; heimatberechtigt in Plan-les-Ouates) war ein Schweizer Politiker (FDP). Er war von 2015 bis 2019 Mitglied des Nationalrats.

## Leben
Genecand war Direktor der UBS Genf. Er war verheiratet, hatte fünf Kinder und lebte in Genf. Er war schweizerisch-französischer Doppelbürger.
Genecand starb am 11. August 2021 im Alter von 57 Jahren an einer Krebserkrankung.

## Politik
Genecand war von 2008 bis 2012 Mitglied des Genfer Verfassungsrats und von 2013 bis 2015 Mitglied im Genfer Grossen Rat. Bei den Nationalratswahlen 2015 wurde er im Kanton Genf in den Nationalrat gewählt. Bei den Wahlen 2019 trat er aufgrund einer Krebserkrankung nicht mehr an.